# Ostrava Tower
Ostrava Towers Complex je plánovaná multifunkční výšková budova, která má vyrůst v ostravské Karolině. Původně měla mít výšku 238 m, později 170 m a po dostavení se tak má stát nejvyšší budovou v zemi. Mrakodrap zároveň překoná 135 m vysokou Top Tower v Praze, jinou plánovanou nejvyšší budovu v ČR. Náklady se odhadovaly na 2,5 miliardy Kč, dokončení se plánovalo na rok 2026. 
Začátkem roku 2023 bylo rozhodnuto, že původně zamýšlená stavba se nepostaví kvůli nedostatečně únosnému podloží. V červnu 2024 architektonickou soutěž vyhrálo studio z Dánska a dokončení stavby je plánováno na rok 2032.

## Vývoj projektu
Původně byl zamýšlen koncept dvou tubusů, administrativního (60 podlaží) a obytného (48 podlaží). Dolní polovinu měly tvořit kancelářské prostory, kdežto horní počítala s hotelem. V nejvyšším patře se měla nacházet vyhlídková restaurace s výhledem na město. V nižším tubusu se počítalo s VIP byty (horní třetina), kapacitními byty (dolní třetina) a luxusními byty (uprostřed). Všechna 4 podzemní patra byla určená pro podzemní garáže s kapacitou 748 aut. Budova měla měřit 238 m.[zdroj?]
Na začátku roku 2021 proběhl na parcele inženýrsko-geologický průzkum, prováděný mezinárodním týmem architektů, geotechnických inženýrů a specialistů na zakládání výškových staveb. Zkoumán byl možný negativní vliv předešlé důlní činnosti a únosnost podloží. Provedlo se celkem deset vrtů do hloubky 12, 70 a 150 metrů. Ze závěrů vyplynulo, že jílová vrstva je dostatečně mocná a je podložena další silnou karbonskou vrstvou tvořenou převážně pískovcem a neogenními jíly. Díky tomu se všichni odborníci shodli, že na daném pozemku je možné bezpečně založit stavbu o výšce 200 m. S ohledem na získaná data se Ostrava Towers Complex má zakládat na pilotách, sahajících do hloubky 50 m.
V září 2021 představilo architektonické studio s investorem RT TORAX Group novou podobu mrakodrapu. Objekt se po změně návrhu měl skládat ze samostatné věže, většina parametrů však zůstala zachována. Výška budovy se snížila o tři metry. Na samotném vrcholu se měla nacházet veřejná vyhlídka s restaurací. Součástí budovy měly být také komerční a zábavní prostory včetně kanceláří, čtyřhvězdičkového hotelu s kapacitou 242 lůžek, wellness a kongresových sálů. K dispozici mělo být 624 parkovacích míst. Výstavba měla začít v roce 2022 a dokončení se odhadovalo na rok 2026 nebo 2027.
Projekt následně podstoupil podrobný inženýrskogeologický průzkum a statické posouzení. Výsledky několikaměsíčních zkoušek a analýzy mezinárodního týmu, ve spolupráci s Technickou univerzitou v Drážďanech, se publikovaly 6. dubna 2022. Pozůstatky důlní činnosti ve větších hloubkách podle závěru výzkumu nepředstavují komplikaci pro výstavbu velmi vysoké budovy. Avšak laboratorní zkoušky pevnosti ukázaly nedostatečnou únosnost vrstvy neogenních jílů. Sedání budovy o výšce 235 metrů, tvořenou jednou věží, by podle zkoušek mohlo dosáhnout až 16 centimetrů. Přitom maximální tolerovaná míra je 7–9 cm. Dle posudku bylo dále doporučeno, aby projekt z důvodu většího rozložení váhy tvořily dvě navzájem více vzdálené věže, z nichž ta vyšší by neměla překročit výšku 175 m. Michal Krištof z architektonického studia CHYBIK + KRISTOF poté uvedl, že vypracují třetí návrh a na základě nových poznatků ho přepracují tak, aby Ostrava Towers Complex vyhovovala závěrům podrobného inženýrskogeologického průzkumu a zároveň se stala nejvyšší budovou v Česku.
V roce 2024 proběhla mezinárodní architektonická soutěž, jejímž vítězem se stalo dánské studio ADEPT. Současná podoba Ostrava Towers Complex bude mít širokou škálu funkcí: rezidenční a komerční prostory, vyhlídka v nejvyšším patře, hotel, restaurace, konferenční centrum, wellness, podzemní garáže a veřejná prostranství. Zahájení stavby je plánováno na rok 2028, předpokládány termín dokončení a spuštění provozu pak do roku 2032.

## Galerie

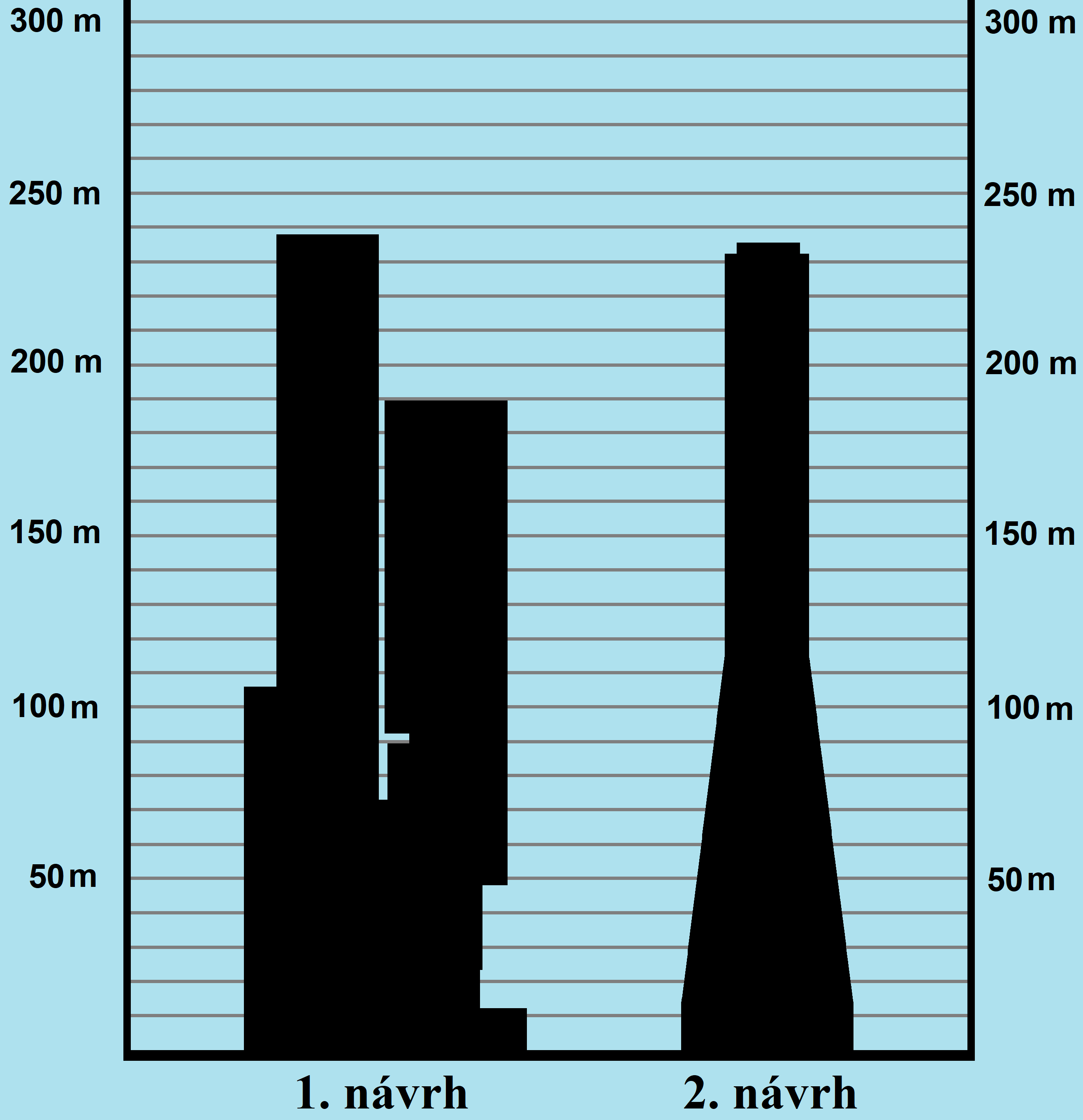
První dva zamítnuté návrhy Ostrava Tower.
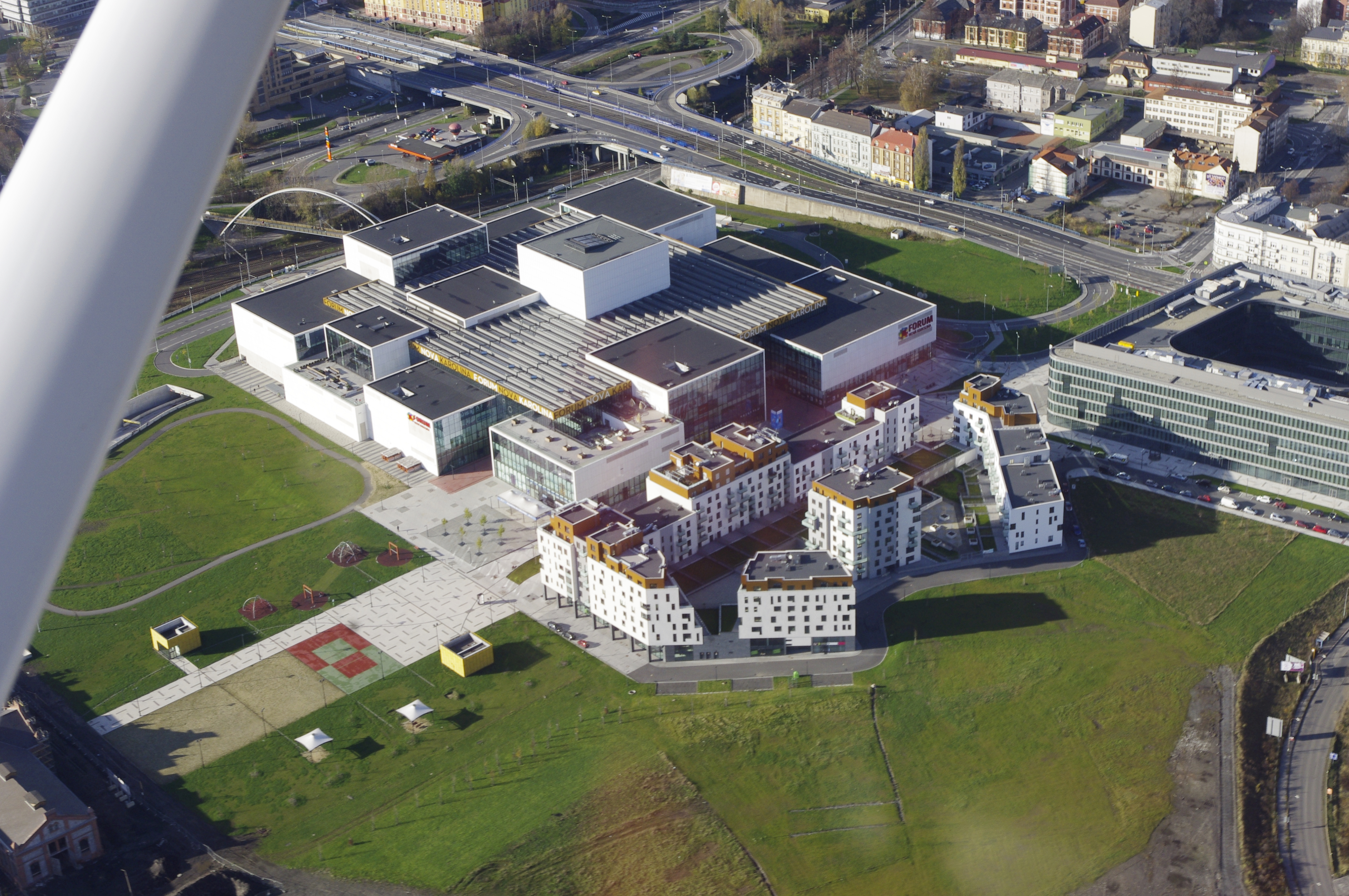
Budova bude stát na pozemku mezi obchodním centrem a koncem nadjezdu silnice II/479.